# Храм Архангела Михаила (Талдом)
Хра́м Арха́нгела Михаи́ла (Миха́йловская це́рковь) — православный храм в городе Талдом Московской епархии Русской православной церкви.

## История

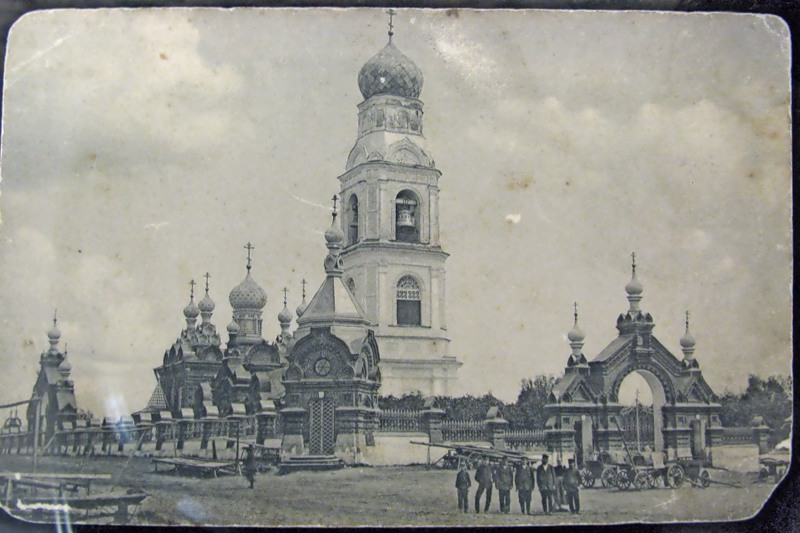
Храм Архангела Михаила. Дореволюционная открытка (примерно 1900 год).

В XVII веке на месте нынешнего храма стояла деревянная церковь. В 1778 году пожар уничтожил деревянных храм, но жители решили добиться постройки каменной церкви.
В 1808 году была закончена постройка Михайловской церкви, в этом же году храм освятили.
В 1812 году деревянную крышу сменила железная. В 1820 году были расписаны стены. В 1825 году вокруг церкви была построена ограда и часовня. При храме было открыто приходское училище.
В 1867 году внутренне убранство храма было несколько обновлено, однако в конце XIX века прошла серьёзная реконструкция храма, перестройка некоторых сооружений, изменение внешнего и внутреннего вида.
В 1925 году власти и ВЧК закрыли храм. Были разобраны колокольня, часовня и ограда. В советское время в церкви размещались разные учреждения, в том числе башмачная фабрика, учреждение общепита, складские помещения.
В 1991 году власти передали церковь верующим. Из храма переехали склады и административные организации. В 2000-х годах была восстановлена ограда (по старым чертежам и фотографиям).
В настоящий момент ведётся восстановление колокольни, также проходит реконструкция внутренних помещений.

## Архитектура
Церковь построена в стиле эклектика. Основной жемчужиной храма являлась колокольня храма, выдержанная в русско — византийском стиле. Сам храм — пятиглавый, имеет два придела — Никольский и Ильинский. Также украшением комплекса является богатая ограда в том же русско — византийском стиле.